# Vysílač Trebišov
Vysílač Trebišov (118 m n. m.) je rozhlasový vysílač, který se nachází na Dolním Zemplíně u obce Bánovce nad Ondavou.
Vysílač se nachází na objektu sila, na kterém je stožár s anténami. Toto řešení poskytuje v rovinatém prostředí Východoslovenské nížiny dosažení efektivní výšky až 77 metrů. Vysílač šíří pouze rozhlasový signál pro oblast jihovýchodního Slovenska a navazuje na vysílače Dubník a Magurica.

## Vysílané stanice

### Rozhlas
Přehled rozhlasových stanic vysílaných z Trebišova:
|    | Stanice      | Kmitočet  | Výkon (ERP) | Polarizace   |
| -- | ------------ | --------- | ----------- | ------------ |
| FM | Rádio Regina | 89,2 MHz  | 10 kW       | horizontální |
| FM | Rádio Devín  | 99,7 MHz  | 10 kW       | horizontální |
| FM | Rádio FM     | 101,3 MHz | 10 kW       | horizontální |
| FM | Rádio Patria | 106,7 MHz | 10 kW       | horizontální |